# 브루나이 달러
브루나이 링깃(말레이어: Ringgit Brunei) 또는 브루나이 달러(영어: Brunei dollar, ISO 4217: BND)는 1967년부터 통용되고 있는 브루나이의 통화이다. 줄여서 "$"라고 쓰며 보조단위는 "센"으로, 1 링깃은 100 센으로 나뉜다. 싱가포르와 조약이 체결되어 있어서 브루나이 달러도 싱가포르에서도 1:1 등가로 교환이 된다. 이는 반대로 싱가포르 달러도 브루나이에서도 1:1 등가로 교환이 된다는 것이다.

## 같이 보기
- 브루나이의 경제